# Kępniewo
Kępniewo [pronunciación en polaco: /kɛmpˈɲɛvɔ/] (en alemán: Kampenau) es un pueblo ubicado en el distrito administrativo de Gmina Markusy, dentro del Distrito de Elbląg, Voivodato de Varmia y Masuria, en Polonia del norte. Se encuentra aproximadamente a 4 kilómetros al sur de Markusy, a 9 kilómetros al sur de Elbląg, y a 79 kilómetros al oeste de la capital regional Olsztyn.
El pueblo tiene una población de 370 habitantes.